# Caspase 1
La caspase 1, ou ICE (pour Interleukin-1 Converting Enzyme en anglais), est une protéase à cystéine de la famille des caspases. Elle catalyse le clivage des chaînes polypeptidiques au niveau de séquences ayant un résidu d'aspartate en P1, avec une préférence pour la séquence Tyr–Val–Ala–Asp-|-. Cette enzyme intervient dans le clivage protéolytique d'autres protéines telles que les précurseurs des cytokine inflammatoires que sont l'Interleukine 1β et l'interleukine 18 pour les convertir en peptides matures,,. Elle est codée chez l'homme par le gène CASP1, situé sur le chromosome 11.
La caspase 1 induit la nécrose cellulaire ainsi que la pyroptose (en) et est susceptible d'intervenir à différents stades de développement. Les recherches sur des protéines semblables chez la souris suggèrent un rôle dans le développement de la maladie de Huntington. L'épissage alternatif de l'ARN messager issu du gène de cette enzyme conduit à la formation de cinq variantes produisant cinq isoformes distinctes. La caspase 1 serait également associée au déclenchement de l'inflammation et de la mort des lymphocytes T auxiliaires par le VIH, deux facteurs qui font évoluer la contamination par le VIH vers le sida,.
La caspase 1 est produite sous la forme d'une proenzyme qui est ensuite clivée en sous-unités de 20 et 10 kDa, notées respectivement p20 et p10, et qui font partie de l'enzyme active. Cette dernière est formée de deux hétérodimères de p20 et p10. Elle interagit avec la protéine PYCARD (en), qui contient un domaine CARD (en), et intervient dans la formation de l'inflammasome et dans l'activation du processus inflammatoire.